# Ctenurella
Ctenurella is een monotypisch geslacht van uitgestorven vissen uit de klasse der Placodermi, die leefden in het Laat-Devoon. Het geslacht werd voor het eerst wetenschappelijk beschreven in 1960 met de soort Ctenurella gladbachensis. Het epitheton van de soort verwijst naar de vindplaats Bergisch Gladbach in de Paffrather Kalkmulde.

## Kenmerken
Ctenurella was ongeveer 18 tot 20 centimeter lang en had een uiterlijk, evenals kaken en tandplaten die sterk lijken op de zeekatten (Chimaeriformes). Een verwantschap die in het verleden vaak werd verondersteld, bestaat echter niet. Want ondanks het gereduceerde en slechts zwak ontwikkelde exoskelet, dat bij Ctenurella voornamelijk de schouderpartij omsloot, evenals het bovenste en laterale kopgedeelte (met een hoefijzervormige, naar voren toe open beugel rond de oogkas), behoort Ctenurella duidelijk tot de Placodermi. Ctenurella had twee rugvinnen, waarvan de eerste driehoekig was en direct achter de achterkant van de kop zat. De tweede zat achter de buikvinnen, was gebogen en werd aan de voorkant beschermd door twee dikke stekels. Net als bij zeekatten of grenadiervissen liep het lichaam uit in een puntige staartvin, aan de rugzijde daarvan zat nog een kleine staartvin. De borstvinnen waren relatief groot en zaten relatief ver naar beneden achter de onderrand van de kieuwspleet. De buikvinnen bevonden zich tussen de eerste en tweede rugvin. Er was hier sprake van seksueel dimorfisme, de buikvinnen van de mannetjes hadden gehaakte klemmetjes. De mond was inferieur, de uitstekende 'neus' werd ondersteund door twee rostrale kraakbeenplaatjes. De boven- en onderkaak waren elk voorzien van een paar tandplaten. De kop was breed en kort; direct achter de achterkant van de kop bevond zich het hoogste punt van het vislichaam.

## Leefwijze
Op zijn menu stonden schaaldieren en zee-egels, die zich op de bodem ophielden. Deze vis was ook, gezien zijn vorm en het bezit van vinnen, een zeer goede zwemmer.

## Vondsten
Vondsten zijn bekend uit West-Australië en Duitsland.